# Three Cheers for Sweet Revenge
| 전문가 평가                   | 전문가 평가 |
| 평가 점수                     | 평가 점수   |
| 출처                          | 점수        |
| ----------------------------- | ----------- |
| AllMusic                      | [ 1 ]       |
| Alternative Press             | [ 2 ]       |
| Blender                       | [ 3 ]       |
| IGN                           | 7.1/10      |
| Kludge                        | 7/10        |
| Melodic                       | [ 6 ]       |
| Pitchfork                     | 8.2/10      |
| Rolling Stone                 | [ 8 ]       |
| The Rolling Stone Album Guide | [ 9 ]       |
| Stylus Magazine               | B           |

《Three Cheers for Sweet Revenge》는 미국의 록 밴드 마이 케미컬 로맨스의 두 번째 스튜디오 음반으로, 2004년 6월 8일, 리프리즈 레코드에서 발매되었다. 이 음반으로 밴드는 2002년 데뷔한 《I Brought You My Bullets, You Brought Me Your Love》보다 더 세련된 사운드를 선보였다. 이 음반은 리듬 기타리스트 프랭크 아이에로가 모든 트랙에 참여한 밴드의 첫 번째 음반이자, 나중에 밥 브라이어로 대체될 드러머 맷 펠리시어가 참여한 마지막 음반이었다.

## 배경
음악적으로 《Three Cheers for Sweet Revenge》는 이모, 얼터너티브 록, 팝 펑크, 포스트 하드코어, 펑크 록, 팝 록으로 묘사되어 왔다. 《I Brought You My Bullets, You Brought Me Your Love》는 "이모, 하드코어, 심지어 메탈 요소까지 왜곡되게 결합한 밴드의 변덕스러운 장르에서 특히 두드러지는 작품"으로 평가받았지만, 《Three Cheers for Sweet Revenge》는 "두 밴드 모두 그들의 작곡 실력을 선보였고 많은 주목을 받았다"고 평가받았다. 첫 번째 음반의 "스크리모 부분"과 "더 복잡한 구조"에서 벗어나 "팝 펑크와 에지 있는 사운드, 연극적, 이모 사이의 경계를 넘나드는" 사운드를 선호하면서도 "하드코어 펑크의 강한 영향"을 받은 《Three Cheers for Sweet Revenge》는 미스피츠, AFI, 서스데이와 다양하게 비교되고 있다.
리드 싱어 제라드 웨이는 첫 번째 싱글 〈I'm Not Okay (I Promise)〉를 "자조 팝 곡"이라고 언급하며, 동시에 올뮤직과 《롤링 스톤》에 의해 "말도 안 되는 매력적인 훅을 가진 급증하는 이모 팝 곡"과 "젊고 우울한 사람들을 위한 감동적인 노래"라고 불리기도 했다. 이 싱글은 《케랑!》 어워드에서 최고의 싱글로 후보에 올랐으며, 미국 빌보드 핫 100 차트에서 86위에 올랐다.
오프닝 곡 〈Helena〉는 "음반 하이라이트이자 대히트"라고 불린다. 제라드는 이 곡이 첫 싱글과 비교했을 때 "음반의 내용을 형성했다"고 주장하며 "그들의 어두운 면을 드러냈다"고 말했다. 가사는 제라드와 마이키의 할머니 엘레나 리 러시의 죽음을 애도하며, 그들이 처음으로 톱 40에 진입한 곡이다.

## 곡 목록
모든 곡들은 마이 케미컬 로맨스에 의해 작사/작곡하였다.
| #   | 제목                                                                  | 재생 시간 |
| --- | --------------------------------------------------------------------- | --------- |
| 1.  | Helena                                                                | 3:22      |
| 2.  | Give 'Em Hell, Kid                                                    | 2:18      |
| 3.  | To the End                                                            | 3:01      |
| 4.  | You Know What They Do to Guys Like Us in Prison (Feat. 버트 매크라켄) | 2:53      |
| 5.  | I'm Not Okay (I Promise)                                              | 3:08      |
| 6.  | The Ghost of You                                                      | 3:22      |
| 7.  | The Jetset Life Is Gonna Kill You                                     | 3:37      |
| 8.  | Interlude                                                             | 0:57      |
| 9.  | Thank You for the Venom                                               | 3:41      |
| 10. | Hang 'Em High                                                         | 2:47      |
| 11. | It's Not a Fashion Statement, It's a Fucking Deathwish                | 3:30      |
| 12. | Cemetery Drive                                                        | 3:08      |
| 13. | I Never Told You What I Do for a Living                               | 3:51      |

## 참여 인원

### 마이 케미컬 로맨스
- 제라드 웨이 - 리드 보컬, 표지 디자인
- 레이 토로 - 리드 기타, 백킹 보컬
- 프랭크 아이에로 - 리듬 기타, 백킹 보컬
- 마이키 웨이 - 베이스 기타
- 맷 펠리시어 - 드럼
- 버트 맥크랙킨 - "You Know What They Do to Guys Like Us in Prison" 추가 보컬 녹음 참여

## 인증
| 국가                                                            | 인증        | 판매량/출하량 |
| --------------------------------------------------------------- | ----------- | ------------- |
| 오스트레일리아 (ARIA)                                           | 골드        | 35,000^       |
| 캐나다 (뮤직 캐나다)                                            | 3× 플래티넘 | 300,000       |
| 칠레                                                            | 골드        | 7,500         |
| 아일랜드 (IRMA)                                                 | 골드        | 7,500^        |
| 멕시코 (AMPROFON)                                               | 골드        | 50,000^       |
| 뉴질랜드 (RMNZ)                                                 | 플래티넘    | 15,000        |
| 영국 (BPI)                                                      | 플래티넘    | 300,000^      |
| 미국 (RIAA)                                                     | 3× 플래티넘 | 3,000,000     |
| ^출하량을 기반으로 한 인증 · 판매량+스트리밍을 기반으로 한 인증 |             |               |